# Wilhelm Heinrich von Rouvroy

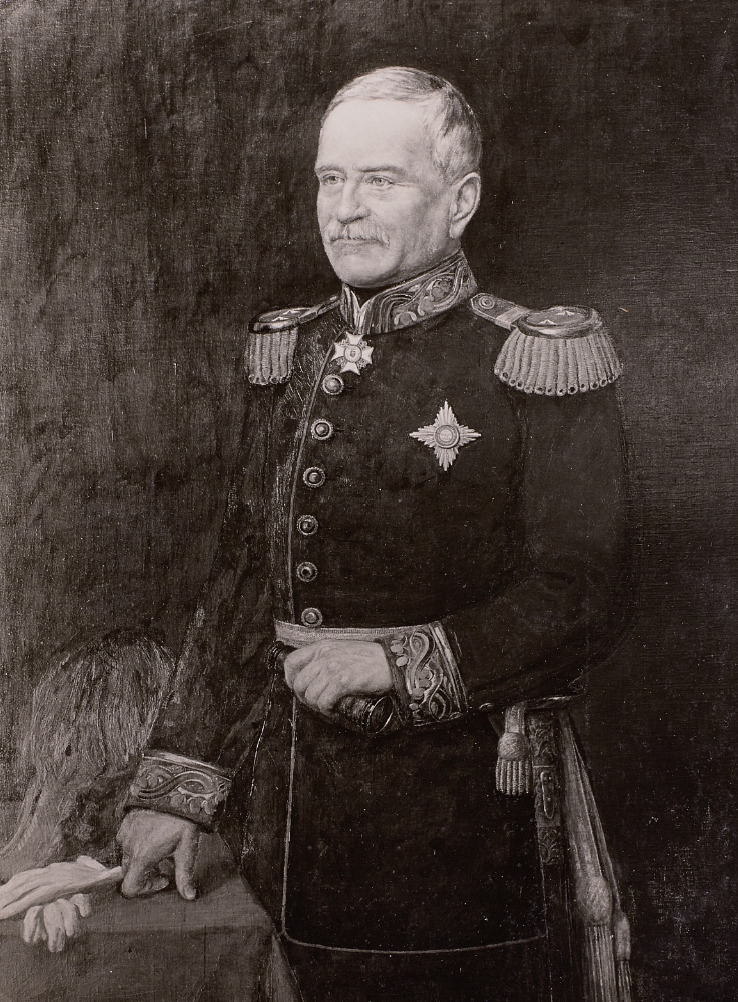
Wilhelm Heinrich von Rouvroy

Wilhelm Heinrich von Rouvroy (* 15. Januar 1799 in Torgau; † 6. Juni 1882 in Dresden) war ein sächsischer Generalleutnant und Schriftsteller.

## Leben

### Herkunft
Wilhelm Heinrich von Rouvroy war Sohn des sächsischen Kapitäns Georg Wilhelm Theodor Rouvroy und einer geborenen Fließbach. Er war evangelischen Glaubens und hatte einen älteren Bruder, Karl Heinrich, welcher den Rang eines Oberstleutnants in der sächsischen Artillerie erreichte.

### Karriere
Wilhelm Heinrich von Rouvroy trat inmitten der Napoleonischen Kriege am 1. Mai 1808 als Soldat in die sächsische Artillerie ein und wurde 1811 zum Unteroffizier ernannt. Aufgrund seines jungen Alters wurde er die nächsten Jahre beim Artillerie-Depot verwendet und dort 1813 zum Souslieutenant ernannt. In der Nachkriegszeit durchlief er eine gewöhnliche militärische Laufbahn und erreichte 1825 den Rang eines Premierlieutenants. 1827 wurde er als Lehrer an die sächsische Militärakademie (späterer Kadettenkorps) berufen. Er wurde die weiteren Jahre in der Institution verwendet, erreichte 1836 den Rang eines Hauptmanns, und wurde 1847 unter Beförderung zum Major als Stabsoffizier an den Kadettenkorps berufen. Nachdem ihm 1849 die Beförderungen zum Oberstleutnant und Oberst erreichten, wurde er in das Fußartillerieregiment verlegt, wobei er 1851 als dessen Regimentskommandeur fungierte. In dieser Position wurde er 1851 zum Generalmajor befördert und somit zum Kommandeur des sächsischen Artilleriekorps ernannt. Er führte diese Tätigkeit die weiteren Jahre weiterhin fort und wurde am 16. Oktober 1857 zum Generalleutnant befördert. 1861 wurde er unter Genehmigung seines Abschiedsgesuches zur Disposition gestellt. Er veröffentlichte zahlreiche Schriften während seiner militärischen Karriere.

### Familie
Wilhelm Heinrich von Rouvroy war mit einer geborenen Pörzler verheiratet. Aus der Ehe entstanden mindestens zwei Söhne, darunter der sächsische Major a. D. Julius von Rouvroy († 1903).

## Werke (Auswahl)
- Theorie der Bewegung der Spitzgeschosse gezogener Feuerwaffen. 1862 (Digitalisat)
- Die Religion der Zukunft. 1875 (Digitalisat)